# 訃報 2012年3月
訃報 2012年3月（ふほう 2012ねん3がつ）では、2012年3月に物故した、又は物故が報じられた人物についてまとめる。

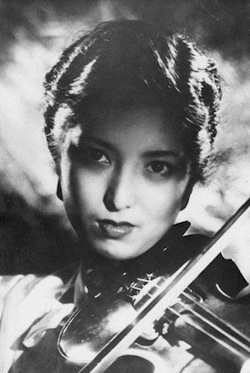
諏訪根自子／3月6日没

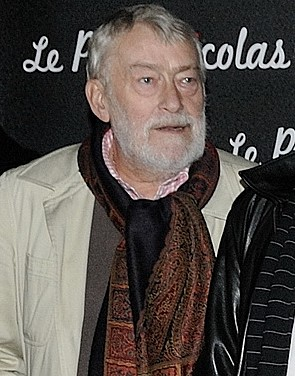
ミシェル・デュショソワ／3月13日没

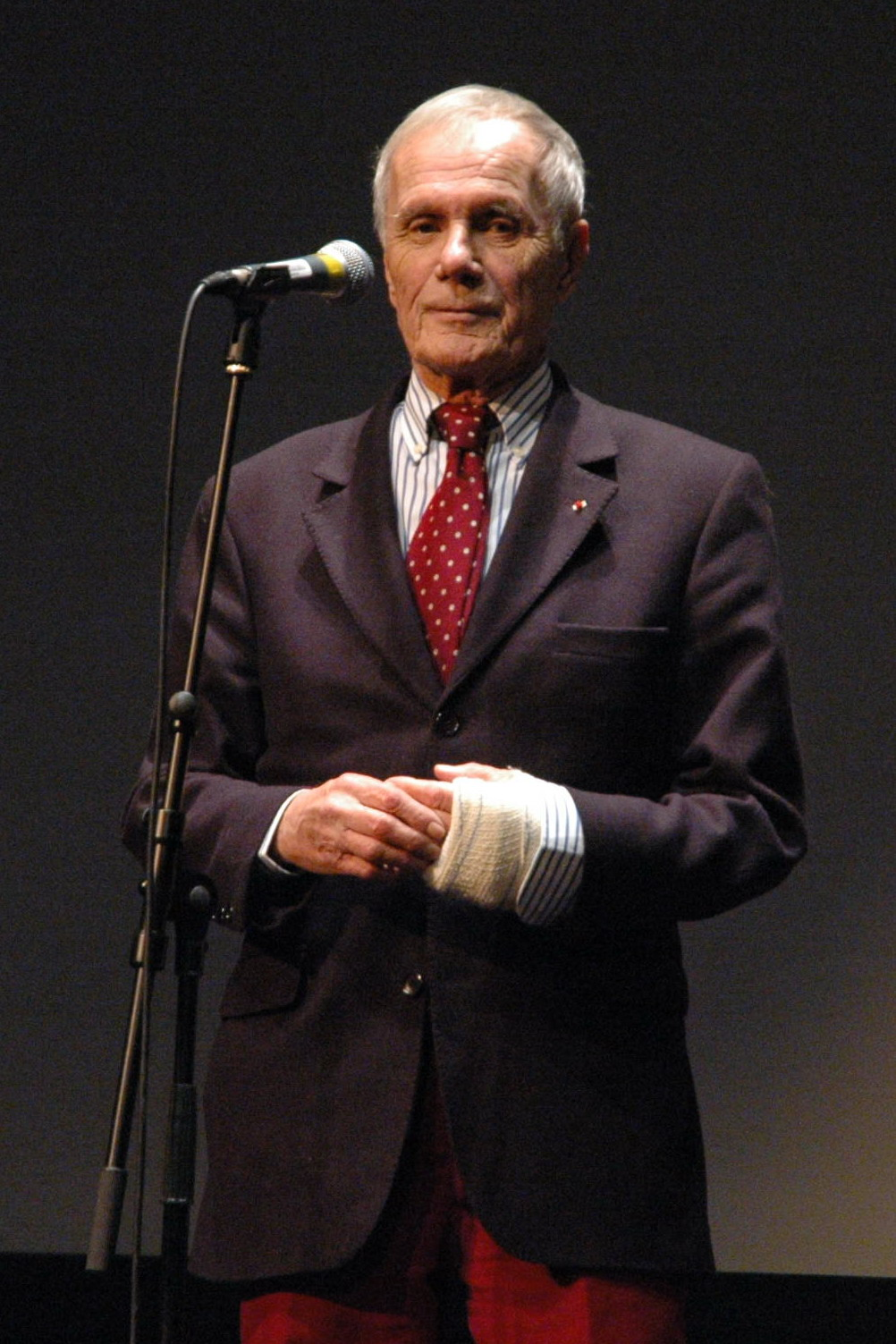
ピエール・シェンデルフェール／3月14日没

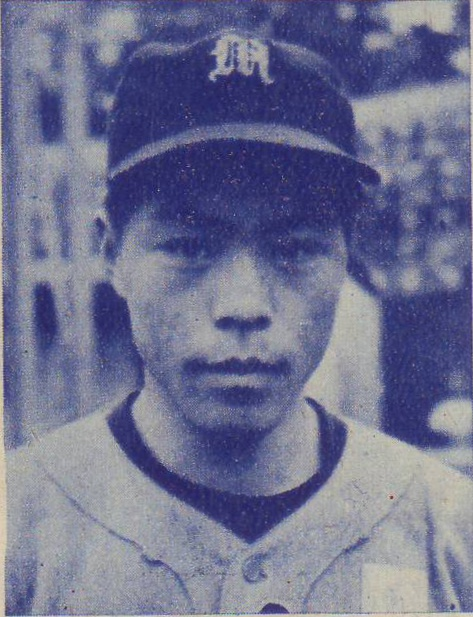
榎本喜八／3月14日没

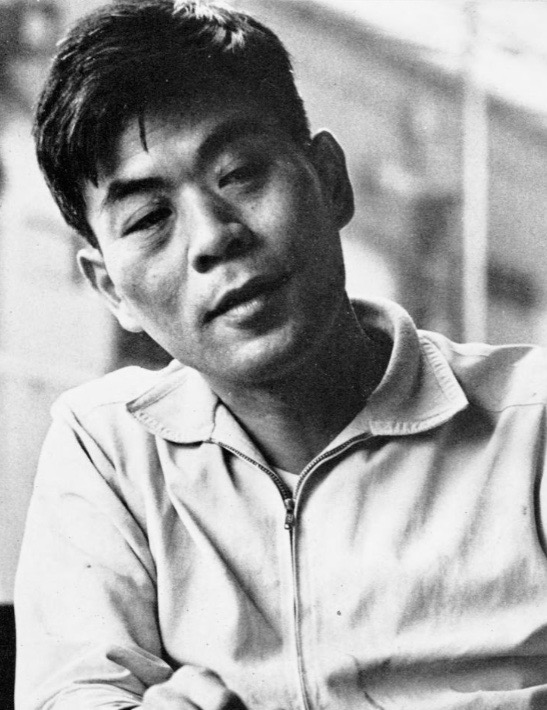
吉本隆明／3月16日没

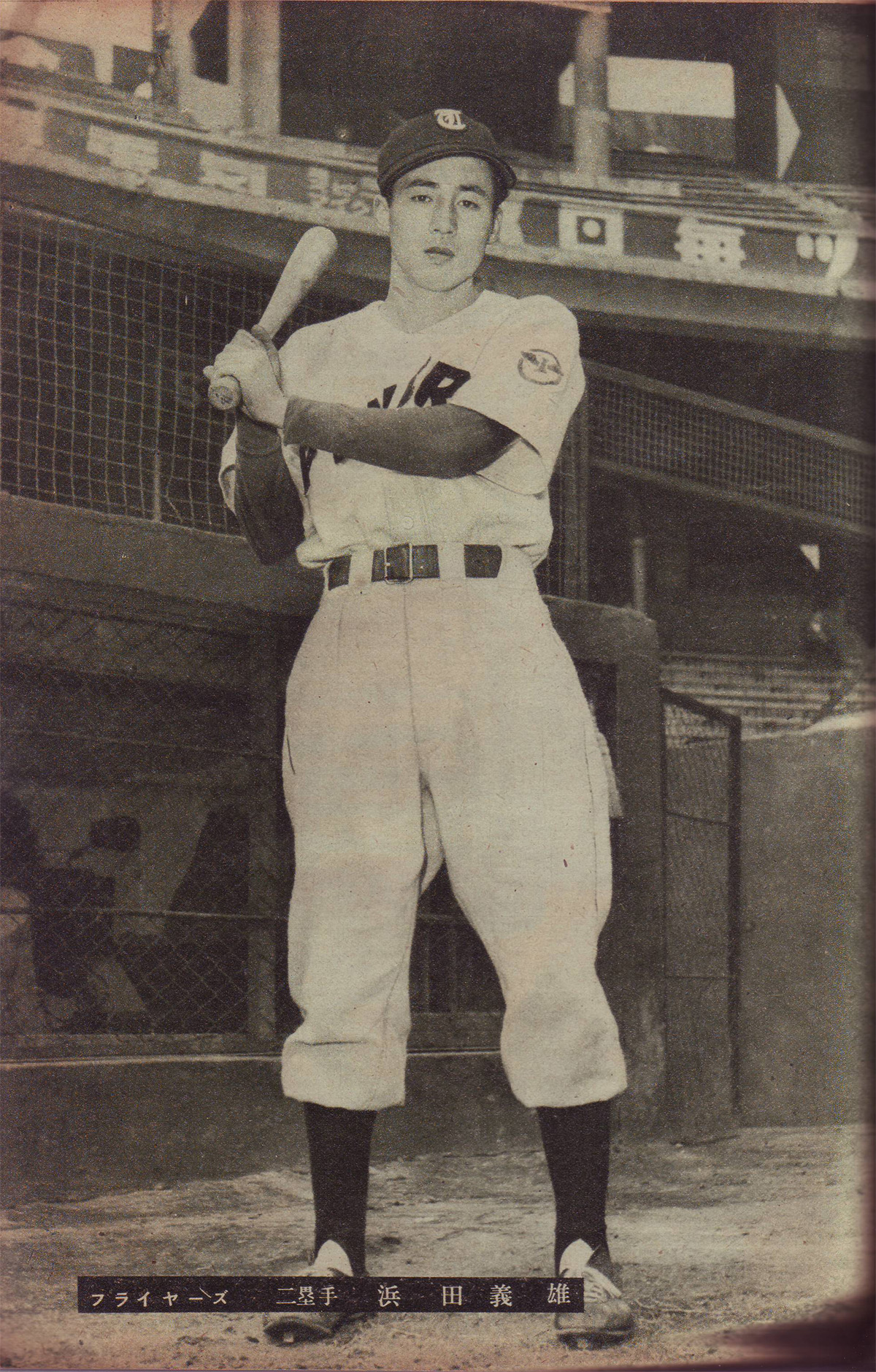
浜田義雄／3月27日没

## 1日 - 15日
- 3月1日 - ジェプツンタンパ9世、チベット仏教の化身ラマの名跡の一つジェプツンダンバ・ホトクトの9番目の継承者（* 1932年）[1]
- 3月2日 - 稲田祐二、日本の生化学者、東京工業大学名誉教授（* 1927年）[2]
- 3月2日 - ベラ・ドユノワ（ロシア語: Дуюнова, Вера Илларионовна）、ソビエト連邦の元バレーボール選手、ウズベキスタンオリンピック委員会副会長（* 1945年）[3]
- 3月2日 - ダグ・ファーナス、アメリカ合衆国のプロレスラー（* 1961年）[4]
- 3月3日 - 杉岡華邨、日本の書家、文化勲章受章者（* 1913年）[5]
- 3月3日 - 筑紫敬五、日本の実業家、公益財団法人香雪美術館館長・常務理事、神戸生絲元会長（* 1922年）[6]
- 3月3日 - ロニー・モントローズ、アメリカ合衆国のギタリスト（* 1947年）[7]
- 3月4日 - 神波史男、日本の脚本家（* 1934年）[8]
- 3月4日 - 東出康博、日本の元プロ野球選手（* 1950年）[9]
- 3月5日 - 河井須也子、日本の実業家、河井寛次郎記念館館長（* 1924年）[10]
- 3月5日 - ロバート・シャーマン、アメリカ合衆国の音楽家、多くのディズニー映画の音楽を手がけたシャーマン兄弟の兄（* 1925年）[11]
- 3月5日 - 清川勘一、日本の政治家、元滋賀県湖北町長（* 1928年）[12]
- 3月6日 - 諏訪根自子、日本のヴァイオリニスト（* 1920年）[13]
- 3月6日 - 海林澣一郎、日本の実業家、NHK専務理事（* 1924年）[14]
- 3月6日 - フランシスコ・シャビエル・ド・アマラル、東ティモールの政治家、ティモール社会民主協会（ASDT）党首、国民議会議員（* 1937年）[15]
- 3月6日 - 紗ゆり、日本の声優（* 1956年）[16]
- 3月6日 - ヴォジミエシュ・スモラレク、ポーランドの元サッカー選手、サッカー指導者（* 1957年）[17]
- 3月7日 - 山口美江、日本のタレント、実業家、キャスター（* 1960年）[18]
- 3月8日 - アーシュラ・ドロンケ、イギリスの中世学者、オクスフォード大学准教授（* 1920年）[19]
- 3月8日 - 森稔、日本の実業家、森ビル代表取締役会長（* 1934年）[20]
- 3月8日 - 飯田和平、日本の俳優、声優（* 1936年）[21]
- 3月8日（遺体発見） - 駒沢敏器、日本の作家（* 1961年）[22]
- 3月9日 - ハリー・ウェンデルステッド（英語: Harry Wendelstedt）、アメリカ合衆国のメジャーリーグの元審判、ハリー・ウェンデルステッド審判学校の校長（* 1938年）[23]
- 3月10日 - 酒井光子、日本の喜劇女優（* 1922年）[24]
- 3月10日 - フランク・シャーウッド・ローランド、アメリカ合衆国の化学者、1995年度ノーベル化学賞受賞者（* 1927年）[25]
- 3月10日 - ジャン・ジロー、フランスの漫画家、SF作家（* 1938年）[26]
- 3月10日 - フリオ・セサール・ゴンザレス、メキシコのプロボクサー、元WBO世界ライトヘビー級王者（* 1976年）[27]
- 3月11日 - 有田忠郎、日本の詩人、翻訳家（* 1928年）[28]
- 3月11日 - 永江一仁、日本の政治家、元民社党衆議院議員、元兵庫県議会議員（* 1936年）[29]
- 3月12日 - マイケル・ホサック、アメリカ合衆国のロック・ドラマー、ドゥービー・ブラザーズのメンバー（* 1946年）[30]
- 3月12日 - 松井正直、日本の有機化学者、東京大学名誉教授、日本学士院会員（* 1917年）[31]
- 3月12日 - 浜かおる、日本の女優（* 1947年）[32]
- 3月13日 - 五代目澤村鐵之助、日本の歌舞伎俳優（* 1930年）[33]
- 3月13日 - ミシェル・デュショソワ、フランスの俳優（* 1938年）[34]
- 3月13日 - 羽山昇、日本の実業家、理想科学工業創業者、元陸軍少尉（* 1924年）[35]
- 3月14日 - ピエール・シェンデルフェール、フランスの脚本家、映画監督、作家（* 1928年）[36]
- 3月14日 - 榎本喜八、日本の元プロ野球選手【大毎オリオンズ所属】（* 1936年）[37]

## 16日 - 31日
- 3月16日 - 吉本隆明、日本の思想家、詩人、評論家、東京工業大学世界文明センター特任教授（* 1924年）[38]
- 3月16日 - ディーター・ツェヒリン、ドイツのピアニスト（* 1926年）[39]
- 3月16日 - エスタニスラオ・バソラ、スペインのサッカー選手（* 1926年）[40]
- 3月17日 - 安永蕗子、日本の女流歌人（* 1920年）[41]
- 3月17日 - ジョン・デミャニュク、ナチス・ドイツの強制収容所のウクライナ人看守（* 1920年）[42]
- 3月17日 - シェヌーダ3世、エジプトの聖職者、第117代コプト正教会教皇（* 1923年）[43]
- 3月17日 - チャリアオ・ユーウィッタヤー（タイ語: เฉลียว อยู่วิทยา）、タイ王国の実業家、清涼飲料水『レッドブル』創業者（* 1923年）[44]
- 3月17日 - 木下雄治、日本の企業家、東急ストア社長（* 1951年）[45]
- 3月17日 - 藤岡太郎、日本の俳優、お笑い芸人（* 1964年）[46]
- 3月18日 - 小山由寿、日本の彫刻家（* 1932年）[47]
- 3月18日 - 萩原香扇、日本の書家、毎日書道展大字書部審査会員（* 1936年）[48]
- 3月18日 - 段本幸男、日本の農林水産官僚、政治家、元参議院議員（* 1944年）[49]
- 3月18日 - ジョージ・トゥポウ5世、トンガ国王（* 1948年）[50]
- 3月19日 - 八田木枯、日本の俳人（* 1924年）[51]
- 3月19日 - ウール・グロスバード（英語: Ulu Grosbard）、アメリカ合衆国の映画監督（* 1929年）[52]
- 3月19日 - 嵐田三郎、日本の実業家、キョードー東京会長（* 1932年）[53]
- 3月19日 - 桜田誠一、日本の作曲家（* 1935年）[54]
- 3月19日 - 吉田あつし、経済学者（* 1958年）[55]
- 3月20日 - 大心昇、日本の元大相撲力士、相撲料理店経営者（* 1937年）[56]
- 3月20日 - 石黒昇、日本のアニメーター、アニメーション映画監督（* 1938年）[57]
- 3月20日 - 樺島弘文、日本の編集者、プレジデント元編集長（* 1955年）[58]
- 3月21日 - 石一郎、日本のアメリカ文学者、作家（* 1911年）[59]
- 3月21日 - トニーノ・グエッラ（イタリア語: Tonino Guerra）、イタリアの脚本家（* 1920年）[60]
- 3月21日 - 今枝敬雄、日本の政治家、元自由民主党衆議院議員（* 1924年）[61]
- 3月22日 - 吉原健一郎、日本の歴史学者、成城大学名誉教授（* 1938年）[62]
- 3月23日 - 竹村菊昌、日本の実業家、元秋田朝日放送社長（* 1931年）[63]
- 3月23日 - アブドゥラヒ・ユスフ、ソマリアの政治家、軍人、第6代大統領（* 1934年）[64]
- 3月23日 - 会田豊彦、日本の元プロ野球選手（* 1937年）[65]
- 3月24日 - 田村喜子、日本のノンフィクションライター、作家（* 1932年）[66]
- 3月24日 - 金城繁、日本の三線奏者（* 1933年）[67]
- 3月24日 - 日野茂、日本の政治家、実業家、元群馬県桐生市長、桐生商工会議所会頭、ミツバ相談役（* 1938年）[68]
- 3月24日 - ヴィゴール・ボボレンタ、イタリアの男子バレーボール選手、同国男子代表選手（* 1974年）[69]
- 3月25日 - 梶原一明、日本の経済ジャーナリスト（* 1935年）[70]
- 3月25日 - アントニオ・タブッキ、イタリアの作家、学者、シエナ大学教授（* 1943年）[71]
- 3月26日 - 本橋定晴、日本の俳人、前天穹俳句会主宰（* 1920年）[72]
- 3月27日 - 浜田義雄、日本の元プロ野球選手【東映フライヤーズ所属】（* 1926年）[73]
- 3月27日 - アドリエンヌ・リッチ、アメリカ合衆国の女流詩人、フェミニスト（* 1929年）[74]
- 3月28日 - アレクサンドル・アルチュニアン、アルメニアの作曲家兼ピアノ演奏家（* 1920年）[75]
- 3月29日 - 稗方昭雄、日本の実業家、元RKB毎日放送常務取締役（* 1927年）[76]
- 3月30日 - 中川幸夫、日本の前衛いけばな作家、華道家、芸術家（* 1918年）[77]
- 3月30日 - レオニード・シェバルシン、ロシア（旧ソ連）の職業的諜報員、ソ連国家保安委員会元議長（* 1935年）[78]
- 3月31日 - アルベルト・スギ、イタリアの画家、和田義彦による盗作騒ぎに巻き込まれた画家（* 1928年）[79]
- 3月31日 - 大沢幸夫、日本の政治家、埼玉県日高市長（* 1935年）[80]